# Эстли, Джастин
Джа́стин Э́стли (англ. Justin Astley) — английский профессиональный игрок в снукер, который начал выступать в мэйн-туре в сезоне 2010/11. Проживает в городке Дарвин (англ. Darwen), Англия.

## Карьера
Стал профессионалом в 2001 году. Впервые сыграл в мэйн-туре в сезоне 2002/03, затем из-за плохих результатов на некоторое время выбыл в челлендж-тур. В сезоне 2009/10 Эстли играл в PIOS, где дважды достигал финала, и занял итоговое 7-е место. Благодаря этому результату он получил право вновь перейти в мэйн-тур на следующий сезон, где опять не показал значительных результатов и выбыл по итогам следующего же сезона.